# 瓦曼里帕山 (瓦羅奇里-聖達米安)
11°57′30″S 76°14′40″W / 11.95833°S 76.24444°W
瓦曼里帕山（Wamanripa），是秘魯的山峰，位於該國中南部利馬大區，由瓦羅奇里區和聖達米安區負責管轄，屬於秘魯中部山脈的一部分，海拔高度5,000米。